# Jean-François Mattéi
Jean-François Mattéi (* 9. März 1941 in Oran, Algerien; † 24. März 2014 in Marseille) war ein französischer Philosoph und Hochschullehrer.
Nach einem Diplom in Politikwissenschaften am Institut für politische Studien in Aix-en-Provence im Jahre 1965 und der Staatsprüfung in Philosophie (Agrégation) im Jahre 1967 lehrte Mattéi zunächst Philosophie an Gymnasien in Toulouse und Marseille. 1980 wurde er Professor für Philosophie an der Universität Nizza Sophia-Antipolis.
Die Schwerpunkte seiner Forschungsarbeit lagen in der politischen Philosophie und der Auseinandersetzung mit dem philosophischen Denken des antiken Griechentums.

## Werke (Auswahl)
- L'Étranger et le Simulacre. Essai sur la fondation de l'ontologie platonicienne, PUF, Paris 1983.
- La Métaphysique à la limite : cinq essais sur Heidegger, (avec Dominique Janicaud) PUF, Paris 1983. Rééd. Éditions Ovadia, Nice - Paris 2010.
- L'ordre du monde. Platon Nietzsche, Heidegger, PUF, Paris 1989.
- Pythagore et les pythagoriciens, PUF, Paris 1993. Rééd. 2001, 2006, 2012.
- Albert Camus et la philosophie, (avec Anne-Marie Amiot) PUF, Paris 1997.
- La Barbarie intérieure. Essai sur l'immonde moderne, PUF, Paris 1999.
- Heidegger et Hölderlin. Le Quadriparti, PUF, Paris 2001.
- Civilisation et Barbarie, (avec Denis Rosenfeld), PUF, Paris 2002.
- De l'Indignation, La Table Ronde, Paris 2005.
- L'Énigme de la pensée, Éditions Ovadia, Nice – Paris 2006.
- Le Regard vide. Essai sur l'épuisement de la culture européenne, Flammarion, Paris 2007.
- Le sens de la démesure, Sulliver, Cabris 2009.
- Jorge Luis Borges et la philosophie, Ovadia, Nice - Paris 2010.
- Le Procès de l'Europe, PUF, Paris 2011.
- La puissance du simulacre. Dans les pas de Platon, François Bourin, Paris 2013.

| Personendaten    | Personendaten                               |
| ---------------- | ------------------------------------------- |
| NAME             | Mattéi, Jean-François                       |
| KURZBESCHREIBUNG | französischer Philosoph und Hochschullehrer |
| GEBURTSDATUM     | 9. März 1941                                |
| GEBURTSORT       | Oran, Algerien                              |
| STERBEDATUM      | 24. März 2014                               |
| STERBEORT        | Marseille, Frankreich                       |